# アンシュッツ・コーポレーション
アンシュッツ・コーポレーション（The Anschutz Corporation）は、アメリカ合衆国コロラド州デンバーに本社を置く持株会社である。1958年にフレッド・アンシュッツ（Fred Anschutz）が、油田の開発・運営のために設立した。1962年にその息子のフィリップ・アンシュッツに経営権が移管されてからは、エンターテインメント産業やホスピタリティ産業などに事業を多角化した。
アンシュッツ・コーポレーションは、ケン・アーリック・プロダクションズ（Ken Ehrlich Productions）と、出版部門のクラリティ・メディア・グループ（Clarity Media Group）も所有している。
祖業である油田・ガス田の開発は、子会社のアンシュッツ・エクスプロレーション・コーポレーションが継続して行っており、特にコロラド州・ユタ州・ワイオミング州での開発に重点を置いている。

## クラリティ・メディア・グループ
クラリティ・メディア・グループが保有するメディアには、保守系ニュースサイトの運営と週刊誌の発刊を行うワシントン・エグザミナーと、コロラドスプリングスの新聞『ガゼット』などがある。かつては『サンフランシスコ・エグザミナー』も保有していたが、2011年に売却した。

## アンシュッツ・エンターテイメント・グループ（AEG）
アンシュッツ・エンターテイメント・グループ（Anschutz Entertainment Group）は、アンシュッツ・コーポレーションのエンターテインメント部門を統括する会社であり、多くのスタジアム、スポーツチーム、スポーツイベントを保有する世界最大のオーナーである。同社はさらに、AEGプレゼンツ（AEG Presents）、AEGスポーツ（AEG Sports）、AXS、アンシュッツ・フィルム・グループ（Anschutz Film Group）などいくつかのグループに分かれている。
AEGプレゼンツは、コーチェラ・フェスティバルやステージコーチ・フェスティバルなどの大規模な音楽祭を主催している。
AEGスポーツは、サッカーチームのロサンゼルス・ギャラクシーとアイスホッケーチームのロサンゼルス・キングスを所有している。
アンシュッツ・フィルム・グループは、映画製作会社のブリストル・ベイ・プロダクションズとウォールデン・メディアを所有している。

## ザンテラ・トラベル・コレクション
ザンテラ・トラベル・コレクション（Xanterra Travel Collection）は、アンシュッツ・コーポレーションのホスピタリティ部門を統括する会社である。同社は、クレーターレイク国立公園（クレーターレイク・ロッジ）、デスヴァレー国立公園（オアシス・アット・デスバレー）、グランド・キャニオン国立公園（ブライトエンジェル・ロッジ、エル・トバーホテル、マスウィック・ロッジ、ファントム・ランチ）などの主要な国立公園内のリゾートの運営権を取得している。また、グランド・キャニオン鉄道、キングスミル・リゾート、ウインドスター・クルーズも運営している。